# اریستائوس ۲۱۳۵
سیارک ۲۱۳۵ (به انگلیسی: 2135 Aristaeus، نامگذاری:1977HA) دو هزار و صد و سی و پنجمین سیارک کشف شده‌است که در ۱۷ آوریل ۱۹۷۷ کشف شد.
قدر مطلق سیارک برابر ۱۷٫۹۴ است.